# Google Home
Google Home是Google通過Google Nest品牌所推出的一系列智慧音箱。这些设备使用户能够通過语音命令與智慧型個人助理Google助理进行一系列交互，如播放音乐、收聽語音新聞等操作。Google Home系列设备还集成了对智慧家庭的支持，使用户可以通过语音命令控制智慧家电。第一款Google Home设备于2016年11月在美国发布，隨後幾年又相繼發佈不少新品。
通过对Google Home设备和Google助理的软件更新，设备逐漸增加了其他功能。例如可以讓不同房间的多个设备同步播放音乐；2017年4月的更新带来了多用户支持，使设备可以最多區分六个人的語音命令;2017年5月，Google宣布了多项更新，包括加拿大和美国用戶可以免费使用免提通话等功能。
2016年11月发布的第一款Google Home設備是圆柱形状，顶部带有彩色LED指示燈。2017年10月，谷歌宣布增加了两个产品系列，即圆盘状的Google Home Mini和更大的Google Home Max。2018年10月，又发布Google Home Hub（後更名Google Nest Hub），这是一款具有7英寸觸控螢幕的智慧音響。2019年5月，谷歌宣佈Google home系列設備劃歸 Google Nest品牌並推出了更大的智慧螢幕Google Nest Hub Max。

## 历史
2016年3月，有報道指Google正在开发無線音響以用來与Amazon Echo竞争。2016年5月，Google在Google I/O上正式發佈Google Home，並宣布Google Home将內置Google Assistant。

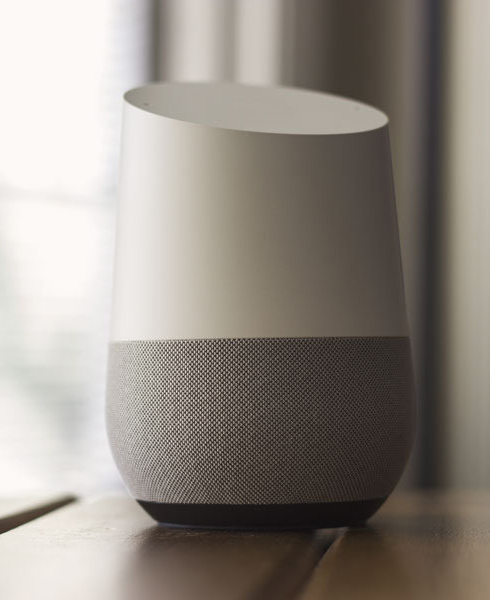
2016年11月發佈的Google Home

Google Home智慧音響于2016年11月4日在美国以及于2017年4月6日在英国发布。2017年5月，Google宣布Google Home將在2017年中旬在澳洲，加拿大,法國,德國和日本發表，随后该设备于2017年6月2日在加拿大开始预购，6月26日正式銷售。2017年7月，Google宣布于2017年7月20日在澳大利亚，2017年8月3日于法国，2017年8月8日于德国，2018年3月27日在義大利發表Google Home。

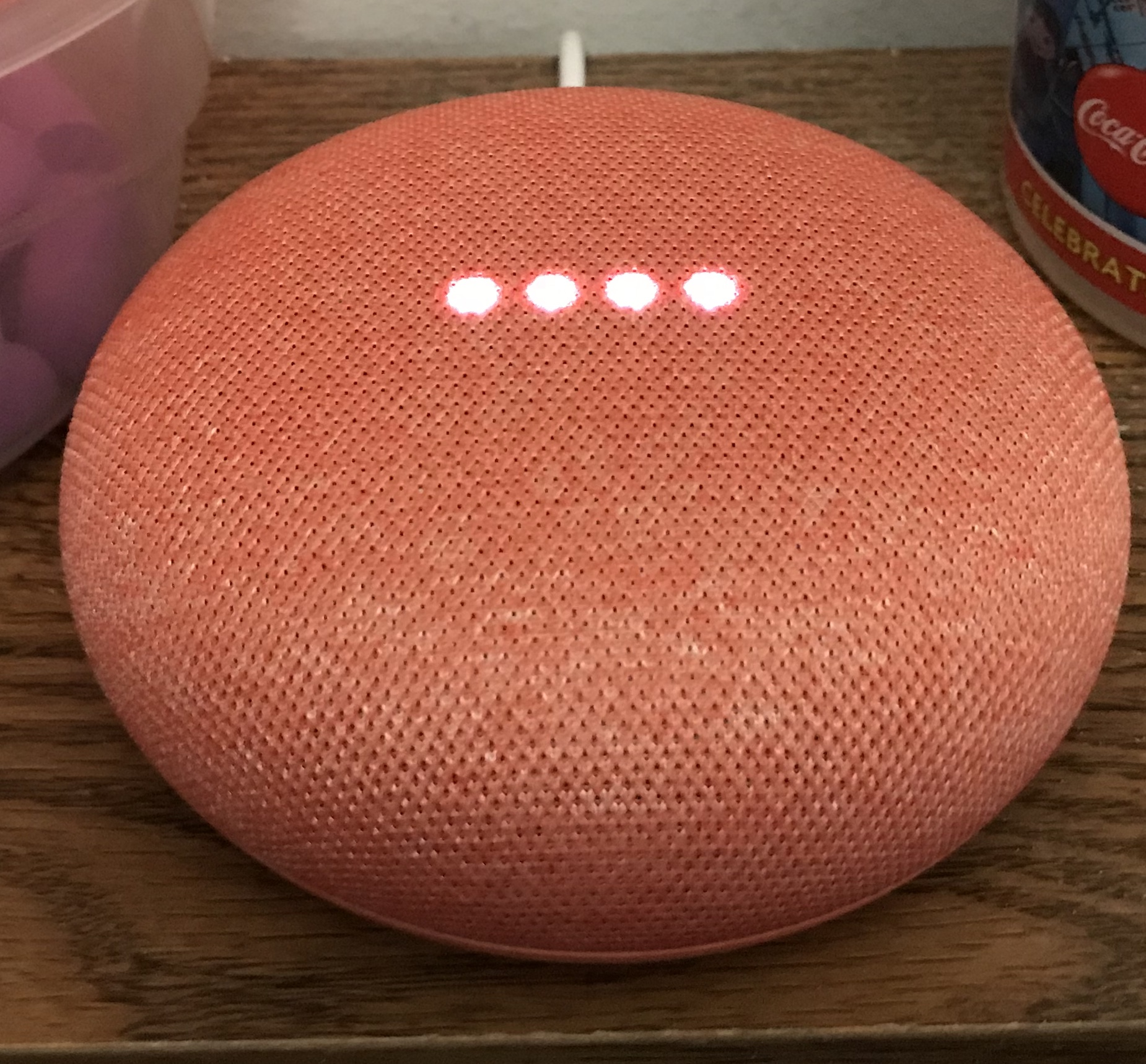
Google Home Mini

2017年10月4日，Google宣布将于2017年10月19日发布较小，更便宜的变体Google Home Mini，以及于12月11日发布较大，更昂贵的变体Google Home Max。

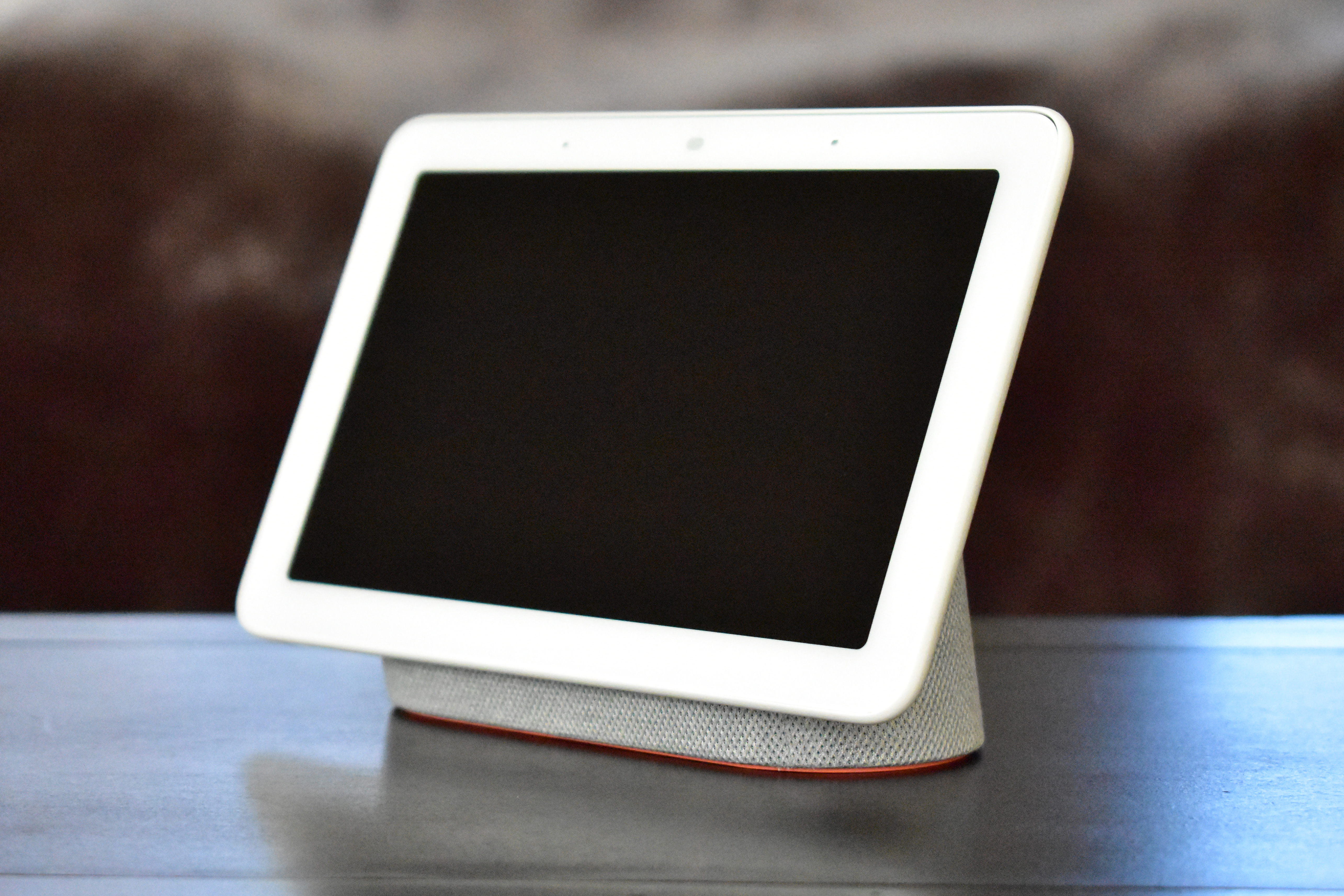
Home Hub智慧螢幕，现更名為Nest Hub

Google Home和Home Mini于2018年4月10日在印度发布，而Google Nest Hub于2019年8月26日在印度发布。
自2018年5月8日起，Google Home将在另外7个国家/地区推出，这些国家包括丹麦，韩国，墨西哥，荷兰，挪威，西班牙和瑞典。
在2019年5月7日的Google I/O主题演讲中，Google宣布其所有智慧家居产品此后将通過Google Nest品牌销售。原獨立於Google運作的Nest已于2018年7月加入Google的家用硬件部门。例如Google Home Hub就更名为Google Nest Hub。